# أنوشينغ موغيني
أنوشينغ موغيني (من مواليد 1 مارس 2003) هي مهاجمة كرة قدم سيدات بنغلاديشية. تلعب حاليًا في فريق كرة القدم الوطني البنجلاديشي للسيدات تحت 17 عامًا. كانت عضوًا في بطولة آسيا الإقليمية للفتيات تحت 14 عامًا - الفريق الفائز جنوبًا ووسطيًا في عام 2016 في طاجيكستان. سجلت خمسة أهداف في تلك البطولة. هي الأخت التوأم الصغرى لأناي موغيني، التي تلعب كرة القدم أيضًا.